# Parabolická anténa

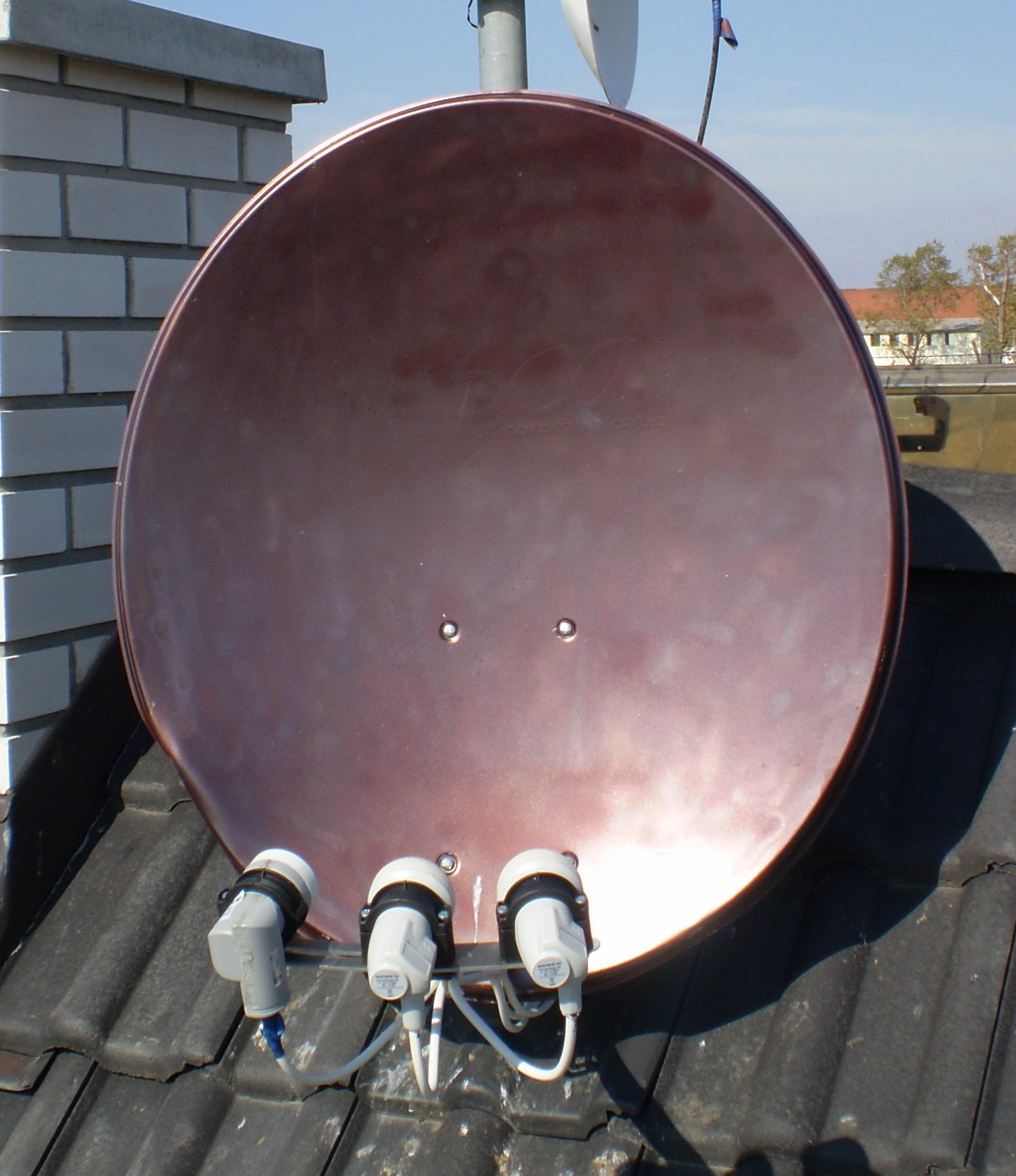
Parabolická anténa pro příjem satelitní TV

Parabolická anténa odráží přijímaný signál do svého ohniska, ve kterém je buď přijímač – anténa a vnější jednotka s nízkošumovým konvertorem (LNB), nebo jen anténa. Čím je větší plocha parabolického odražeče, tím silnější signál bude přijímačem v jejím ohnisku detekován. Má tedy větší zisk, roste tím ale její směrovost a tím i nároky na přesné nastavení. Vhodná volba velikosti antény závisí na EIRP a energetických zónách (vyzařovací diagram satelitu, který chceme přijímat).
Kvůli velkému průměru některých parabolických antén se používají tzv. „mesh“ antény, které jsou tvořeny sítem, díky čemuž je anténa odolnější povětrnostním podmínkám.
U satelitní a pozemní mikrovlnné techniky rozlišujeme tyto paraboly:
- Středová (ohnisková – prime focus).
- Offsetová – je tvořená výsečí z ohniskové paraboly a její ohnisko leží mimo geometrický střed. Jako satelitní se lépe montuje, neboť odrazná plocha je takřka svislá. Proti parabole středové má hlavně tu výhodu, že ozařovač nestojí v cestě přijímanému signálu.
- Cassegrain – používá pomocného hyperbolického zrcadla, umístěného v ohnisku, které odráží signál do středu odrazné plochy, v němž je umístěna vnější jednotka (přijímací/vysílací). Používá se jen u největších typů v profesionálních podmínkách.